# Aleksander With
Aleksander Denstad With (* 30. Juni 1987) ist ein norwegischer Sänger und Songwriter. Erste Bekanntheit erlangte er im Jahr 2006 durch seinen Sieg bei der Castingshow Idol.

## Leben
With stammt aus Trondheim. Im Alter von 16 Jahren nahm er an der norwegischen Version von Idol teil. Im Finale sicherte er sich mit dem Lied A Little Too Perfect den Sieg. Sein Siegerlied erreichte im Anschluss den ersten Platz in den norwegischen Singlecharts und es wurde beim norwegischen Musikpreis Spellemannprisen als „Hit des Jahres“ nominiert. Im Herbst 2006 gab er über sein Plattenlabel Sony BMG sein Debütalbum Coming Home heraus. In Norwegen platzierte sich das Werk auf dem vierten Platz der Albumcharts. Sony gab das Album anschließend auch in Japan heraus, wo With mit seinem Lied The Other Side einen Radio-Hit landete und im Jahr 2007 auf Tour ging.
Im März 2010 gab er, nachdem er sich von Sony getrennt hatte, das Album Still Awake heraus. Das Album erreichte wie sein Debütalbum den vierten Platz in den Albumcharts, wo es sich elf Wochen halten konnte. Mit Aleksander With und The Butterfly Effect folgten in den Jahren 2012 und 2015 zwei weitere Alben. Im Jahr 2012 war With als Songwriter am Melodifestivalen 2012, dem schwedischen Vorentscheid für den Eurovision Song Contest, beteiligt. Er schrieb am von Lisa Miskovsky gesungenen Beitrag Why Start a Fire mit. Im Jahr 2014 wirkte er als Jury-Mitglied an der Jugend-Castingshow Idol Junior mit.
Im Herbst 2023 nahm er an elften Staffel der bei NRK ausgestrahlten Musikshow Stjernekamp teil. Dort schied er im Halbfinale aus.

## Auszeichnungen
- Spellemannprisen 2006, Nominierung in der Kategorie „Hit des Jahres“ (für A Little Too Perfect)[8]

## Diskografie

### Alben
| Jahr | Titel       | Höchstplatzierung, Gesamtwochen, AuszeichnungChartsChartplatzierungen (Jahr, Titel, Platzierungen, Wochen, Auszeichnungen, Anmerkungen) | Anmerkungen                            |
| Jahr | Titel       | NO | Anmerkungen                            |
| ---- | ----------- | --- | -------------------------------------- |
| 2006 | Coming Home | NO4 (6 Wo.)NO | Erstveröffentlichung: 23. Oktober 2006 |
| 2010 | Still Awake | NO4 (11 Wo.)NO | Erstveröffentlichung: 8. März 2010     |

Weitere Alben
- 2012: Aleksander With
- 2015: The Butterfly Effect

### Singles
| Jahr | Titel Album                      | Höchstplatzierung, Gesamtwochen, AuszeichnungChartsChartplatzierungen (Jahr, Titel, Album, Platzierungen, Wochen, Auszeichnungen, Anmerkungen) | Anmerkungen                                            |
| Jahr | Titel Album                      | NO | Anmerkungen                                            |
| ---- | -------------------------------- | --- | ------------------------------------------------------ |
| 2006 | A Little Too Perfect Coming Home | NO1 (19 Wo.)NO | Erstveröffentlichung: 26. Mai 2006                     |
| 2006 | The Other Side Coming Home       | NO2 ×2Doppelplatin · (9 Wo.)NO | Erstveröffentlichung: 9. Oktober 2006                  |
| 2009 | What’s the Story Still Awake     | NO20 Gold · (1 Wo.)NO | Erstveröffentlichung: 11. Juni 2009                    |
| 2009 | Worth It Still Awake             | NO3 Gold · (5 Wo.)NO | Erstveröffentlichung: 16. Oktober 2009 mit Lene Marlin |
| 2010 | Pictures Aleksander With         | NO10 Gold · (2 Wo.)NO | Erstveröffentlichung: 8. Oktober 2010                  |